# Regina Doherty
Pour les articles homonymes, voir Doherty (homonymie).
Regina Doherty, née le 26 janvier 1971 à Dublin, est une femme politique irlandaise. Membre du parti Fine Gael, elle est députée européenne depuis 2024.
De 2017 à 2020, elle est ministre pour l'Emploi et la Protection sociale.

## Biographie
Regina Doherty est membre du conseil du comté de Meath pour la circonscription électorale de Dunshaughlin de 2009 à 2011. Pendant la 31e législature du Parlement, elle fait partie des comités pour la santé, des finances et de la mise en œuvre de l'accord du Vendredi saint. Elle est également membre de la Convention constitutionnelle et présidente du comité du Fine Gael pour la santé et les enfants.
En mai 2015, à la suite des allégations de l'Armée républicaine irlandaise concernant la dissimulation d'informations sur le cas d'abus sexuel sur la victime Máiría Cahill, elle fournit les noms d'un certain nombre d'agresseurs présumés à la police irlandaise.
Réélue au Dáil le 26 février 2016, elle est nommée au nouveau comité de réforme du Parlement le 22 mars, avant de devenir whip en chef du gouvernement le 6 mai suivant. Le 14 juin 2017, elle nommée ministre pour l'Emploi et la Protection sociale.
En juillet 2017, Regina Doherty dépose une plainte auprès de la police irlandaise contre une blogueuse politique, Catherine Kelly, en vertu de la loi sur les infractions de 1997 pour ses commentaires en ligne concernant la faillite de son entreprise cogérée avec son mari.
En juin 2020, elle quitte le gouvernement et est nommée sénatrice par le nouveau Premier ministre Micheál Martin. Elle le demeure jusqu'en juillet 2024, quand elle prend son siège au Parlement européen où elle a été élue en juin.